# Mânio Acílio Avíola (cônsul em 82)
Mânio Acílio Avíola (em latim: Manius Acilius Aviola) foi um senador romano nomeado cônsul sufecto para o nundínio de março a abril de 82 com um colega de nome desconhecido. Seu nome é conhecido apenas pela inscrição conhecida como Fasti Septempeda. É possível que seja filho de Mânio Acílio Avíola, cônsul em 54, e pai de Mânio Acílio Avíola, cônsul em 122.